# Palestine EP
Pour les articles homonymes, voir Palestine.
Albums de Yann Tiersen
Tabarly (BO)
(2008) Dust Lane
(2010)
Palestine est le dernier EP de Yann Tiersen sorti en mars 2010. 
Il n'est disponible qu'en vinyle (avec un coupon de téléchargement à l'intérieur), en trois couleurs : noir, rouge et vert. 500 copies rouges et 500 vertes en éditions limitée ont été mises en vente sur le site d'Ici D'Ailleurs, sur Diva ou aux concerts de Yann Tiersen. Les 50 premiers exemplaires sont dédicacés. 
Le maxi contient 5 remix de Tiersen, Deadverse (titre pouvant être écouté sur le Myspace de Yann Tiersen), Chapelier Fou, et Matt Elliott. Il s'agit du premier single de l'album Dust Lane.

## Liste des titres
1. Palestine
2. Palestine remix by Deadverse
3. Palestine remix by Chapelier Fou
4. Palestine remix by The Third Eye Foundation
5. Palestine remix by Yann Tiersen